# The Traveler
The Traveler es una película de terror lanzada en 2010, protagonizada por Val Kilmer y Dylan Neal. Val Kilmer interpreta a un extraño, que es interrogado y asesinado en la estación de policía por Dylan Neal, que interpreta a un policía, Alexander Black.

## Trama
En la Navidad en una pequeña ciudad, un extraño entra a un precinto y le dice al sargento Gulloy que ha asesinado a seis personas.

## Elenco
- Val Kilmer como Mr. Nobody
- Dylan Neal como el detective Alexander Black.
- Paul McGillion como diputado Jerry Pine.
- Camille Sullivan como Jane Hollow.
- Nels Lennarson como Toby Sherwood.
- Chris Gauthier como el sargento Gulloy.
- John Cassini como Jack Hawkins.
- Sierra Pitkin como Mary Black.
- Panou como Trooper Vitelli.
- Denyc como Trooper Velasquez.

## Lanzamiento
La película se rodó en Vancouver, Canadá. La película fue mostrada por primera vez en el Festival de Cine Internacional de Aruba en junio de 2010 antes de su lanzamiento en Estados Unidos en octubre de 2010 por Paramount Pictures. La película se estrenó en Australia en 2010 en DVD por Sony Pictures Home Entertainment, y para el lanzamiento en cines en Alemania en 2011 por Splendid Film.